# بضع ساعات في يوم ما (فلم)
بضع ساعاتٍ في يومٍ ما هو فيلمّ مصريٌ بدأ عرضه في 26 ديسمبر 2024.

## القصة
خمس قصص مختلفة عن الحب والزواج. يلتقي الأبطال في مشهد في نهاية الفيلم.

## الإنتاج
بدأ تصوير الفيلم في عام 2021، وأُنجز عام 2022، لكن عدداً من الأسباب أدت إلى تأجيل عرضه. وهو مأخوذ عن رواية كتبها الكاتب محمد صادق بنفس الاسم قبل 12 سنة، وقام هذه المرة بكتابة سيناريو الفيلم بنفسه، بعد أن كتب وائل حمدي سيناريو فيلم هيبتا المُنتج عام 2016.
أنتج الفيلم أحمد السبكي، وأخرجه عثمان أبو لبن، وقام ببطولته كلُّ من: هشام ماجد، وهنا الزاهد، ومي عمر، وأحمد السعدني، ومحمد سلام، ومحمد الشرنوبي، وأسماء جلال، وهدى المفتي، وخالد أنور، ومايان السيد. كما حققت أغنية الفيلم "انصاص مشاوير" للفنان ماجد المهندس، نجاحاً عند طرحها على المنصات، وهي تعبر عن حال أبطال الفيلم.

## روابط خارجية
- مقالات تستعمل روابط فنية بلا صلة مع ويكي بيانات